# Юпитер в культуре
Как яркое небесное тело, Юпитер привлекал внимание наблюдателей с древности и, соответственно, становился объектом поклонения. Например, с ним связан культ семитского божества Гада, индийский религиозный праздник Кумбха-мела, китайское божество Тай-Суй (см. также Саньсин). Своё современное название планета несёт со времён Древнего Рима, жители которого так называли своего верховного бога.
В китайской философии, в рамках учения о пяти стихиях, планета именуется «древесной звездой». Древние тюрки и монголы полагали, что эта планета способна влиять на природные и общественные процессы. В индийской мифологии планета Юпитер символизирует счастье и мудрость. Она покровительствует брахманам, цвета — жёлтый или золотой.
Планета освещается в целом ряде художественных произведений, книг, фильмов, комиксов и др.

## Мифология

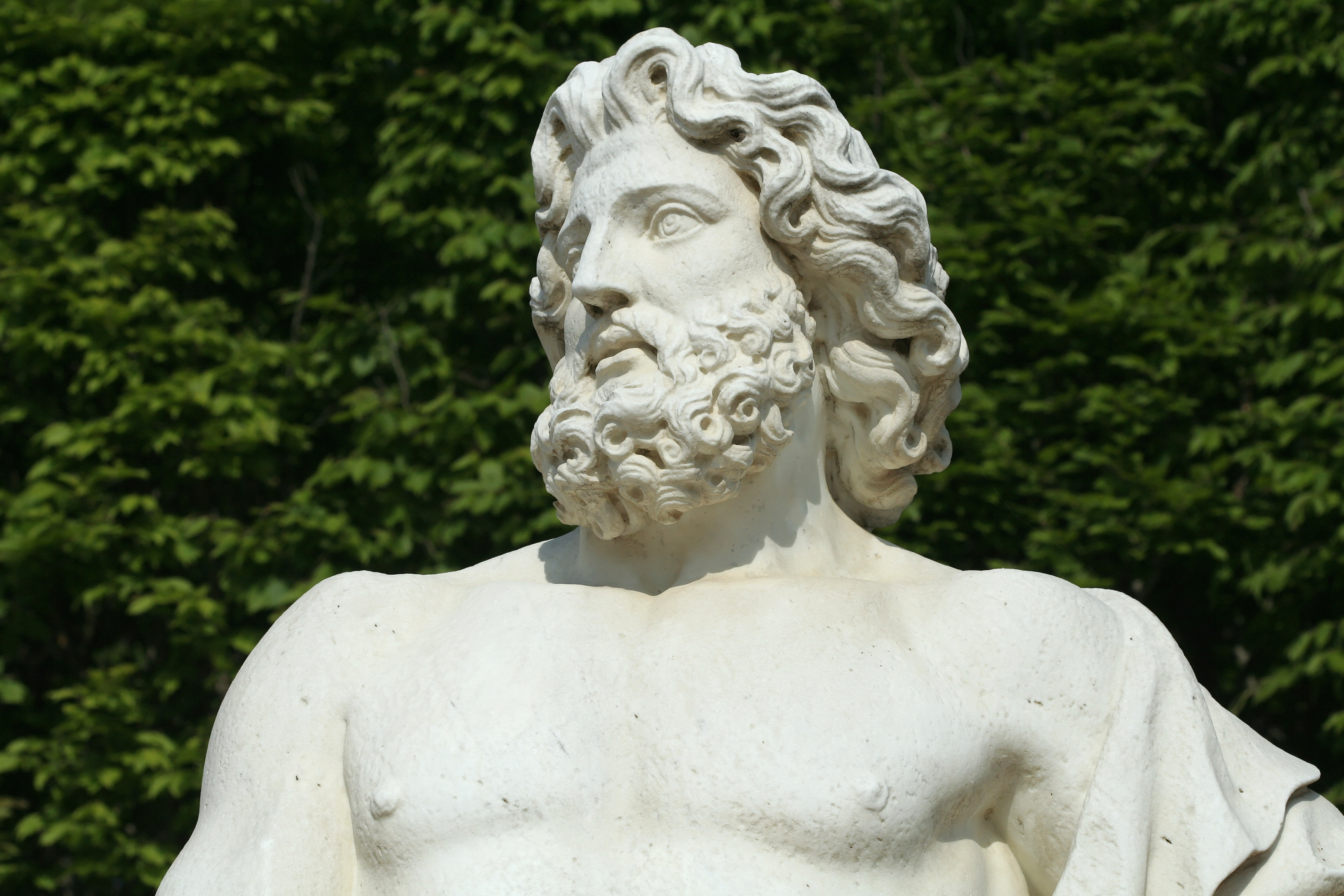
Статуя Юпитера в Парке Версаля.

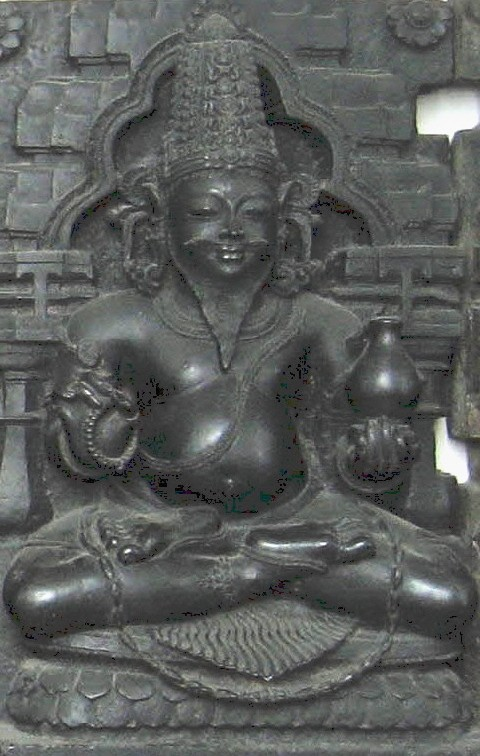
Брихаспати, персонификация планеты Юпитер в индуизме.

Своё название планета получила от имени верховного бога в римском пантеоне. Древние греки называли планету именем Зевса — также верховного бога-громовержца. Одним из символов Зевса-Юпитера являлся орёл — царская птица. В индуизме планете соответствует бог Брихаспати. В древнегерманской мифологии Юпитеру соответствует бог Тор. Вообще, это восходит к существовавшей в мифологии индоевропейцев концепции верховного бога-громовержца. У ряда индоевропейских народов имя верховного божества связано с четвергом. По-латински четверг — Jovis dies (день Юпитера, отсюда фр. jeudi, итал. giovedi, исп. jueves, кат. dijous и т. д.), по-немецки — Donnerstag, по-английски — Thursday (от имени Тора или Доннера).
Древний африканский народ догоны, как считается, наряду с сохраняющимися старинным образом жизни и архаичными представлениями об окружающем мире, имеет весьма развитые представления в области астрономии. В частности, догоны знают, что у Юпитера есть четыре спутника, хотя последние с Земли невооружённым глазом не наблюдаются.
В китайской мифологии Юпитер именуется Суй-син; планете покровительствует бог Тай-суй. В Японии планета Юпитер называется Mokusei (яп. 木星), что означает в переводе «деревянный», «сделанный из дерева». Аналогично в Корее — кор. 목성 (Moksung) — «деревянная звезда или планета».
В Вавилоне Юпитер (там его называли шум. Mul-sag-me-gar) ассоциировался с верховным божеством Мардуком.
Узбекский поэт Алишер Навои называет Юпитер (Муштари, Mushtari) планетой щедрости (Хамса, I:XLII).

## Астрология и оккультизм
В каббале Юпитер иногда соотносится со сфирой Хесед, элементом Древа Жизни.
Юпитер играет одну из ключевых ролей в астрологии, символизируя собой мощь, процветание, удачу. Символ — . Согласно представлениям астрологов, Юпитер является царём планет. В астрологии Вавилона планеты управляют часами суток и днями недели: Юпитеру соответствуют второй час дня и четверг. Эта система существует и в христианском, иудейском, мусульманском, буддийском и других календарях.

## Научно-фантастическая литература
Юпитер нередко выступает как место действия ряда произведений, относящихся к жанру научной фантастики. Так, ещё в «Микромегасе» Вольтера (1752) главные герои по пути на Землю посещают Юпитер, где «узнали множество прелюбопытнейших тайн, которые давно уже были бы опубликованы у нас, не сочти господа инквизиторы кое-какие положения несколько сомнительными». В «Путешествия в другие миры» Джона Джекоба Астора IV (1894) — в романе описываются телефонные сети, получение солнечной энергии, авиа- и космические перелёты, в том числе, к Сатурну и Юпитеру. Упоминается планета и в других произведениях авторов XIX века, например, в «Мире чудес» Джоэла Пибади (1838).
В связи с активным развитием научно-фантастического жанра в XX веке возросла и частота упоминания Юпитера, равно как и других планет, в литературе. В 1908 году было опубликовано произведение «На Юпитер через ад» (настоящий автор неизвестен). В 1922 году вышла из печати книга «Совершенный мир» Эллы Скримсур, которая стало одним из последних произведений в жанре утопии, эксплуатирующее юпитерианскую тематику. Покорению Юпитера и войне с местным разумным населением посвящены «Завоевание двух миров» Эдмонда Гамильтона (1932) и «Люди-скелеты Юпитера» Эдгара Райса Берроуза (1943).
Радиационные пояса Юпитера были предугаданы и описаны в романе Бориса Красногорского и Даниила Святского «Острова эфирного океана» еще в 1914 году. При подлёте к планете героям романа встретились две зоны с мощными электромагнитными возмущениями. При этом, ближняя к планете зона имела большее напряжение поля. Несмотря на то, что природа этих зон авторами не раскрывается, вероятно, это первое описание радиационных поясов Юпитера в литературе.
В произведении «Джон Картер — марсианин» Эдгара Райса Берроуза (1943), во второй повести книги («Люди-скелеты Юпитера») описаны моргоры — аборигены Юпитера, собирающиеся захватить Марс. Юпитер описан как гигантская землеподобная планета, на которой, однако, сила тяготения меньше, чем на Марсе, из-за центробежной силы. Густая атмосфера препятствует проникновению на поверхность солнечного света, и планета освещена гигантскими вулканами. В романе «Город» Клиффорда Саймака (1952) часть действия романа в далёком будущем происходит на Юпитере, где существует своеобразная разумная жизнь. В 1942 году вышло юмористическое произведение в жанре научной фантастики «Непреднамеренная победа» Айзека Азимова, в котором земные колонисты с Ганимеда пытаются установить контакт с юпитерианцами.
Вторая половина XX века отмечена рядом новых научно-фантастических произведений, в которых в той или иной роли фигурирует Юпитер. Например, «Покупаем Юпитер» Айзека Азимова (1958) — по сюжету инопланетяне покупают Юпитер, чтобы превратить его в гигантский билборд, рекламирующий их продукцию пролетающим мимо космонавтам; «Встреча с медузой» Артура Кларка (1972) — в глубинах юпитерианской атмосферы развиваются необычные формы жизни. В книге «Кража Юпитера» Дональда Моффита (1977) — совместная американо-китайская миссия к Юпитеру сталкивается с инопланетными космическими аппаратами, движущимися к Земле из системы звезды Лебедь X-1. «Путешествие на Юпитер» Хью Уолтерса (1965) — действие разворачивается во время первой экспедиции космонавтов к Юпитеру.
В период с 1983 по 2001 гг. свет увидела целая серия под названием «Биография космического тирана» (автор — Пирс Энтони), действие в которой разворачивается на Юпитере. В романе «The Cassini Division» Кена Маклеода (1998), произведении из цикла «Fall Revolution», Юпитер, а также некоторые другие планеты превращены последователями трансгуманизма в места обитания постлюдей. Согласно сюжету романа «Юпитер» Бена Бовы (2000), в глубины атмосферы Юпитера отправляется экспедиция в поисках разумной жизни.
В повести «Путь на Амальтею» Аркадия и Бориса Стругацких (1959) в результате аварии у космического корабля рядом с Юпитером отключается двигатель, и он «падает» внутрь планеты, но перед тем, как давление раздавит корабль, экипажу удаётся восстановить работу двигателя и вырваться из глубин Юпитера. Планета представляет собой настоящее «кладбище миров», поглотившее множество небесных тел. Фигурирует Юпитер и в романе «2001: Космическая одиссея» Артура Кларка, написанном в 1968 году на основании сценария одноимённого фильма Стенли Кубрика, а также в рассказе «Зовите меня Джо» Пола Андерсона (1957). В ещё одном произведении последнего, «Кентавры Юпитера», планета оказывается населена разумными, хотя и стоящими на низкой ступени развития, племенами, а также множеством животных.
В XXI веке вышли в свет новые литературные произведения, действие которых в основном или частично разворачивается на самой большой планете Солнечной системы. Так, в трилогии «Золотой век» Джона Райта (2002—2003) Юпитер превратился во второе, миниатюрное, Солнце. Ганимед и другие спутники Юпитера захвачены промышленником по имени Ганнис, который заселил их своими клонами. В первой книге из одноимённой трилогии, «Larklight» (автор — Филип Рив, 2006) спутники Юпитера заселены и превращены в отдалённые владения Земной Империи. Ещё одна книга — «Дар Юпитера» Тимоти Зана (2002) — на Юпитере, в его атмосфере, обитают разумные существа. На Юпитер отправляется экспедиция с целью найти космический корабль, на котором эти существа когда-то прилетели на планету-гигант из другой звёздной системы. Корабль нужен для того, чтобы открыть путь к другим звёздам и спасти таким образом человечество от перенаселения. В рассказе «Шпион на Европе» (англ. A Spy in Europa) Аластера Рейнольдса действие происходит в океанах Европы.

## Комиксы и манга
Также Юпитер не обойдён вниманием и такими жанрами, как комиксы и манга. В частности, в манге «Battle Angel» Юкито Кисиро среди прочего описывается сфера Дайсона, построенная вокруг Юпитера. В комиксе «2000 год нашей эры» главный персонаж, Дан Дар, вместе со своими союзниками сражается против коварной цивилизации инопланетян, разместивших свою базу на Юпитере. В манге и аниме-мультсериале «Сейлор Мун» планету Юпитер олицетворяет девушка-воительница Сейлор Юпитер, она же Макото Кино. Её атака заключается в силе растений (в манге), а также грома и молний (в аниме). В манге Planetes организуется экспедиция на Юпитер. В манге Blame! присутствует комната размером с Юпитер, в которой он когда-то находился.

## Кино и ТВ
Планета играет важную роль и в сюжетах некоторых теле- и кинофильмов. В их числе, телесериал «Космический патруль» (1962) — в двух сериях действие разворачивается на Юпитере. В совместном японо-американском фильме 1965 года «Годзилла против Монстра Зеро», по сюжету, возле Юпитера обнаружен планетоид, на котором земная экспедиция встречает инопланетную разумную расу.
В «Космической одиссее 2001 года» режиссёра Стенли Кубрика (1968) орбита Юпитера была местоположением одного из «монолитов». В продолжении — фильме «2010: год вступления в контакт» («Космическая одиссея 2010 года») режиссёра Питер Хайамса (1984) на орбите Юпитера происходит продолжение контакта, начавшегося в предыдущем фильме, и Юпитер превращается в звезду.
В японском научно-фантастическом фильме по роману Сакё Комацу «Прощай, Юпитер» (1984) Юпитер вначале хотели превратить во «второе Солнце» (для дальнейшего терраформирования других планет), но затем, узнав, что на Солнечную систему надвигается чёрная дыра, решили пожертвовать Юпитером, отправив его в эту дыру в качестве «затычки».
В австралийско-японском сериале «Бегство с Юпитера» (1994) после уничтожения колонии на Ио выжившие пытаются добраться до Земли на космическом корабле, созданном из космической базы.
В конце фильма «Восхождение Юпитер» действие происходит на станции, спрятанной в плотных слоях атмосферы Юпитера.